# Centro Interactivo Mundo Fútbol
El Centro Interactivo Mundo Fútbol, es un museo interactivo de fútbol localizado en Pachuca de Soto, estado de Hidalgo (México).

## Historia
El 13 de marzo de 2005 se inauguró el Parque David Ben Gurión; originalmente se planeó como un Museo de Arte Contemporáneo en este complejo. El edificio que albergaría al Museo de Arte Contemporáneo se construyó del año 2004 al año 2005. A mediados del año 2010 le Gobierno del estado de Hidalgo cedió el edificio al Grupo Pachuca, bajo el argumento de que el edificio se encontraba en el abandono.
El edificio que albergaría al Museo de Arte Contemporáneo pasó a ser sede del Centro Interactivo Mundo Fútbol, y se empezó a construir el edificio que albergaría el Salón de la Fama del Fútbol; que se terminó de construir el 9 de junio de 2011.
El 9 de julio de 2011 el Presidente de México, Felipe Calderón Hinojosa, acompañado por el Presidente de Chile, Sebastián Piñera Echenique y el titular de la FIFA, Joseph Blatter, inauguraron el Salón de la Fama del Fútbol y el Centro Interactivo Mundo Fútbol.

## Arquitectura
La cimentación fue hecha a base de zapatas aisladas y contratrabes de liga. La estructura es mixta, con columnas de concreto, losas a base de estructura metálica y sistema de entrepiso a base de losacero. Su área de exposición es de una estructura metálica, armaduras con claros de 42 m y una cubierta a base de multipanel. Cuenta con un área de exposición de 1680 m², un estacionamiento cubierto de 1406 m² y terrazas de 1010 m². También cuenta con áreas administrativas, auditorio, plaza de acceso, elevador de una pieza, vestíbulos y área exterior.

## Exhibiciones

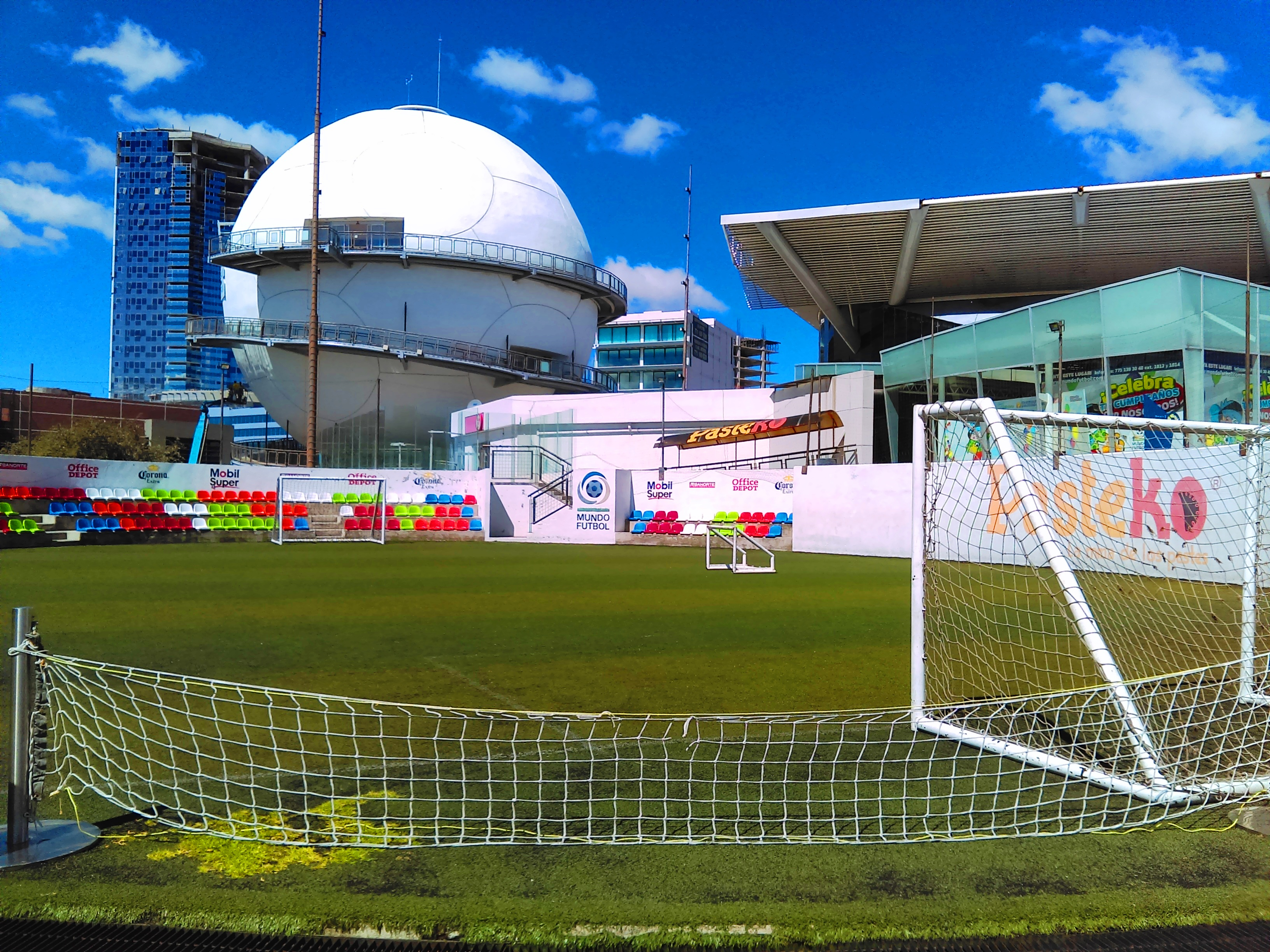
Mini estadio

El museo cuenta con cuatro salas temáticas y más de cincuenta exhibiciones interactivas. Las exhibiciones ofrecen: actividades físicas, manuales (talleres), proyecciones, audios y multimedias interactivos. El recorrido empieza con un Túnel FIFA, donde se simula la entrada a un estadio por parte de un jugador profesional. En la primera área denominada Enterate, se habla sobre la historia del fútbol, y sus orígenes a lo largo de la historia.
En la segunda área Entrena, se simulan prácticas de entrenamiento profesional poniendo a prueba las habilidades físicas. En la tercera área Juega, se cuenta con un futbolito humano, billar balón, tira a gol a un portero virtual y más. En la cuarta área Triunfa: se simula ser un jugador profesional, con entrevistas a los medios de comunicación, set reales de televisión, cabina de radio, revistas y redes sociales. También se cuenta con una Sala 3D y un mini estadio.